# Околоствольный двор
Околоство́льный двор — взаимосвязанный комплекс капитальных горных выработок, расположенных непосредственного у ствола шахты на транспортном горизонте, специально оборудованных и связывающих ствол с главными выработками горизонта и предназначенных для обслуживания горных работ на горизонте в соответствии с назначением ствола.

## Функции
Околоствольный двор предназначен для обслуживания всего горизонта шахты, для хозяйственных и производственных нужд.
Главная функция околоствольного двора — это передача грузов между подъёмами от магистрального транспорта к подъёму, что предопределяет их тип, расположение и размеры основных откаточных выработок, механизацию маневровых и разгрузочных работ. Кроме того околоствольный двор выполняет ряд других функций: подачу свежего и вывод отработанного воздуха, подвод, трансформацию и передачу на горные выработки электроэнергии, аккумуляцию и откачку на поверхность шахтных вод.
В околоствольном дворе располагаются: медпункт, камера ожидания, депо электровозов, насосная и так далее.

## Классификация
Околоствольные дворы классифицируются по следующим признакам:
- по типу стволов: для вертикальных и наклонных;
- по виду шахтного подъёма: для скипового, клетьевого, гидротранспортного;
- по виду шахтного транспорта: для электровозного, конвейерного, гидравлического, комбинированного;
- по типу вагонетки: для транспортирования глухими, саморазгружающимися (разгрузкой через дно, боковую стенку) вагонетками;
- по типу прибывающих составов: с однородным грузом и смешанным (полезное ископаемое, порода);
- по ориентировке транспортных ветвей: параллельные, перпендикулярные, диагональные;
- по характеру манёвров электровозов: с обгоном, с поточным движением.

## Эксплуатация
Для лучшей сохранности выработок околоствольного двора, что связано со значительным сроком службы и грузонапряжением, их располагают в устойчивых породах, располагают в зоне, охраняемой целиками, и крепят долговременными крепями — монолитным бетоном и железобетоном.